# Lucas Calegari
Lucas Felipe Calegari (Cuiabá, 27 de fevereiro de 2002), conhecido como Calegari é um futebolista brasileiro que atua como lateral-direito. Atualmente defende o Eyüpspor.

## Carreira

### Fluminense
Calegari começou a jogar futebol aos 7 anos, atuando como atacante pelo Uirapuru, do Mato Grosso. Ingressou na base do Fluminense aos 12 anos, assinando seu primeiro contrato profissional em dezembro de 2019. 
Calegari estreou na vitória por 1 a 0 no Campeonato Brasileiro sobre o Athletico Paranaense em 22 de agosto de 2020. O jogador aproveitou a oportunidade e se firmou como titular da equipe, após a venda de Gilberto para o Benfica, e superando a concorrência de Igor Julião. O atleta foi uma das surpresas do campeonato, no qual o Fluminense terminou na quinta colocação, se classificando para disputar a Libertadores após um hiato de 8 anos.
Com a chegada de Samuel Xavier no clube em 2021, a concorrência passou a ficar mais acirrada na posição, o que fez com que o atleta atuasse em menos partidas. Ainda assim, Calegari participou vindo do banco ou mesmo como titular em alguns jogos, se mantendo nessa posição para 2022.
Em 2023, na disputa do campeonato carioca, Calegari começou com boas atuações, atuando também como lateral-esquerdo em algumas partidas. No entanto, Calegari foi duramente criticado após desperdiçar uma cobrança de pênalti contra o Botafogo, pelo Campeonato Carioca, em uma situação incomum, no qual os jogadores desrespeitaram a "hierarquia" estabelecida pelo treinador Fernando Diniz.

#### Los Angeles Galaxy (empréstimo)
Com o clima ruim entre torcida e jogador, além da maior concorrência após a contratação do lateral Guga junto ao Atlético Mineiro, o atleta foi emprestado para o Los Angeles Galaxy até o fim de 2023, onde foi destaque e eleito como defensor do ano na MLS. Porém, devido a uma lesão no ligamento cruzado anterior do joelho direito, Calegari não teve sua opção de compra exercida pelo clube dos Estados Unidos, no qual fez 27 partidas e deu 2 assistências. O jogador teve seu contrato de  empréstimo finalizado em dezembro, e retornou ao Fluminense.

#### Famalicão (empréstimo)
Em julho de 2024, Calegari foi emprestado ao Famalicão com opção de compra de 1 milhão de euros.

### Eyüpspor
Em 18 de julho de 2025, Calegari rescindiu com o Fluminense e acertou por dois anos com o clube turco Eyüpspor, deixando a equipe carioca depois de mais de 10 anos no clube desde sua chegada a Xerém e após 3 anos no profissional.

## Carreira internacional
Calegari representou o Brasil Sub-17 uma vez, em uma vitória amistosa por 4 a 1 sobre o Paraguai Sub-17, em 26 de julho de 2019.

## Títulos
Fluminense
- Campeonato Carioca : 2022 e 2023
- Taça Guanabara: 2022 e 2023
- Recopa Sul-Americana: 2024